# Сарски плебисцит
Сарски плебисцит је изјашњавање становника Сарске области о томе да ли желе да ова област остане под мандатом Друштва народа, да се прикључи Немачкој или да се прикључи Француској. Изјаснили су се за прикључење Немачкој. 

## Међународна позадина
Римски споразуми постигнут 7. јануара 1935. између Италије и Француске охрабрио је немачке ревизионистичке кругове. Немачка штампа је тријумфално славила овај споразум. Она је изјављивала да римски споразуми значе радикалну промену у политичком механизму Европе и да представљају нови курс француске политике према Немачкој. У уводнику листа Berliner Tageblatt од 10. јануара 1935. године стајало је: 
Сада постоје перспективе да Италија и Француска, прилагођавајући се једна другој, пожеле да заједнички продискутују проблем наоружања... Ми не сумњамо да ће према Немачкој бити показан максимум тактичности.
Хитлер је одлучио да искористи повољну ситуацију и да приступи припремању плебисцита о сарском питању. Како у сарској области тако и у самој Француској немачки агенти развили су живу пропагандну активност за присаједињење Сара Немачкој. Још 1934. године биро којим је руководио Рибентроп поставио је на чело своје француске секције једног од најактивнијих Хитлерових емисара Ота Абеца. Задатак агента био је да организује немачку пету колону у Француској. Ожењен Францускињом и имајући приступ у редове крупних индустријалаца и финансијске аристократије Абец се енергично прихватио посла. Велику подршку пружио му је гроф де Полињак директор оне исте шампањске виноградарске фирме чији је представник у Немачкој некада био Рибентроп. Абец је у Француској доказивао да је Немачка једини заштитник Европе од бољшевизма. Ускоро је Абец успоставио везу са Огњеним крстовима и са другим десничарским организацијама у Француској- Савезом бивших ратника, Лигом пореских обвезника и другим. Представнику француског Савеза бивших ратника, посланику Жану Гуа уручио је лични Хитлеров позив да дође у Берлин. Заједно са чланом париске општине Мунијом Жан Гуа је отишао у Берлин где га је Хитлер срдачно дочекао. Крајем новембра у посету Паризу отишао је и сам Рибентроп.
У Паризу се Рибентроп састао са Лавалом и плод њиховог састанка био је споразум о сарском плебисциту. Рибентроп је од Лавала добио обећање да ће се Француска након десет година одрећи од поновног плебисцита у Сару ако овај буде решен у корист Немачке. Рибентроп је обећао да је Сар последња Немачка територијална претензија према Француској. 
Два дана пре плебисцита Лавал је изјавио да Француска није заинтересована за његов исход. Ова изјава је свакако имала велики утицај на становништво Сарске области које је водило борбу за присаједињење ове области Француској.

## Гласање
Плебисцит је одржан 13. јануара 1935. године. Од 539 хиљада гласача 477 хиљада изјаснило се за присаједињење Сара Немачкој, преко 46 хиљада дало је свој глас за одржење раније управе Друштва народа над овом облашћу док је 2 хиљаде људи гласало за присаједињење ове области Француској. Овако повољан исход гласања за Немачку био је пре свега постигнут активним деловањем агената, широко развијеном пропагандом и применом терора над непокорним елементима. 
На исход плебисцита извршио је утицај и став Енглеске и Италије. Енглеска дипломатија енергично је устала против даље управе Друштва народа у Сару. По њеном мишљењу ова управа оптерећивала је Друштво исувише великим обавезама. Италијанска дипломатија заузела је став незаинтересовваног посматрача истичући како сарско питање није општеевропско питање већ да се оно тиче само Француске и Немачке. 
Друштву народа остало је да потврди настало стање ствари. Према његовој одлуци од 1. марта 1935. Сарска област имала је да припадне Немачкој. Француски генералштаб захтевао је одмах после плебисцита проширење режима демилитаризације на Сарску област. Овај став изнет је и пред Друштво народа али француска влада није подржала замисли свог генералштаба.

## Реаговања
Успех плебисцита у Сарској области охрабрио је немачке владајуће кругове. Немачка штампа отворила је бучну кампању за враћање немачкој свих области које су јој одузете Версајским миром. 
Лист Münchener Zeitung претио је:
Сада смо повратили Сарску област. Ми ћемо узети и Алзас-Лорен и Данцишки коридор, и Мемелску област и немачку Чешку.
Лист Nord-Schleswigsche Zeitung најављивао је:
После сарског гласања почиње борба за северни Шлезвиг.
Резултати сарског плебисцита претресени су на Хитлеровом саветовању са његовим најближим сарадницима. Опште мишљење било је да је Немачка довољно ојачала да може да прекрши одредбе версајског мировног уговора. Она ће то ускоро и урадити јачањем својих оружаних снага.